# Kayekamm
Das Kayekamm ist ein  Gebirgskamm im ostantarktischen Königin-Maud-Land. Er ragt zwischen dem Preuschoff-Rücken und dem Gablenz-Rücken im Mühlig-Hofmann-Gebirge auf.
Entdeckt und benannt wurde er bei der Deutschen Antarktischen Expedition 1938/39 unter der Leitung des Polarforschers Alfred Ritscher. Namensgeber ist der Marinebaurat Georg Kaye, damals zuständig für die Betreuung der Schiffe der Lufthansa.